# Kolsva
Kolsva (uttalas [ˈkoːlsva] med å-ljud) är en tätort i Köpings kommun i Västmanland, som ligger 15 kilometer nordväst om Köping längs väg 250. Genom Kolsva rinner Hedströmmen.

## Historia
Kolsva är en bruksort med anor från 1540-talet. Från mitten av 1800-talet expanderade verksamheten kraftigt med stålgjutgods som specialitet. År 1893 bildades Kohlswa Jernverks AB. Skandinaviska Banken övertog samtliga aktier i bolaget 1927 efter några år av ekonomiska problem. År 1985 valde den dåvarande ägaren Gränges att dela upp verksamheten inom företaget. Kohlswa Jernverk upphörde därvid att existera under detta namn, men fortsatte som flera mindre enheter.
Kolsva var centralort i Kolsva landskommun fram till 1970, då kommunen slogs ihop med Köping. År 1986 bildades Kolsva kommundelsnämnd som en fristående nämnd i Köpings kommun. Kolsva kommundel ansvarar för förskola, grundskola, fritidshem, ungdomsgård, bibliotek, sportanläggningar samt äldre- och handikappomsorg i Kolsva. I Kolsva kommundel ingår, förutom centralorten Kolsva, också bland annat Västra Skedvi, Odensvi och Näverkärret. Kolsva kommundel finns ej längre utan är en del av Köpings kommun.
I närheten av Kolsva fanns från 1870-talet Kolsva fältspatgruva, som öppnades i samband med att en Martinugn startades i Kolsva, för vilken det behövdes kvarts för infodring av ugnen.

### Befolkningsutveckling
| Befolkningsutvecklingen i Kolsva 1950–2020                                      | Befolkningsutvecklingen i Kolsva 1950–2020 | Befolkningsutvecklingen i Kolsva 1950–2020 | Befolkningsutvecklingen i Kolsva 1950–2020 | Befolkningsutvecklingen i Kolsva 1950–2020 |
| ------------------------------------------------------------------------------- | ------------------------------------------ | ------------------------------------------ | ------------------------------------------ | ------------------------------------------ |
|                                                                                 |                                            |                                            |                                            |                                            |
| År                                                                              |                                            |                                            | Folkmängd                                  | Areal (ha)                                 |
| 1950                                                                            | 1950                                       |                                            | 2 778                                      | ##                                         |
| 1960                                                                            | 1960                                       |                                            | 3 241                                      |                                            |
| 1965                                                                            | 1965                                       |                                            | 3 493                                      |                                            |
| 1970                                                                            | 1970                                       |                                            | 3 537                                      |                                            |
| 1975                                                                            | 1975                                       |                                            | 3 370                                      |                                            |
| 1980                                                                            | 1980                                       |                                            | 3 158                                      |                                            |
| 1990                                                                            | 1990                                       |                                            | 2 890                                      | 326                                        |
| 1995                                                                            | 1995                                       |                                            | 2 644                                      | 326                                        |
| 2000                                                                            | 2000                                       |                                            | 2 545                                      | 327                                        |
| 2005                                                                            | 2005                                       |                                            | 2 539                                      | 327                                        |
| 2010                                                                            | 2010                                       |                                            | 2 453                                      | 325                                        |
| 2015                                                                            | 2015                                       |                                            | 2 440                                      | 282                                        |
| 2020                                                                            | 2020                                       |                                            | 2 517                                      | 277                                        |
| Anm.: Solbacken bröts ut 2023 ## Som tätort/befolkningsagglomeration 1920–1950. |                                            |                                            |                                            |                                            |